# Studzienki (województwo małopolskie)
Studzienki – osada w Polsce, położona w województwie małopolskim, w powiecie tarnowskim, w gminie Żabno.
W latach 1975–1998 miejscowość administracyjnie należała do województwa tarnowskiego.